# Hoplolabis (Parilisia) machidai
Hoplolabis (Parilisia) machidai is een tweevleugelige uit de familie steltmuggen (Limoniidae). De soort komt voor in het Palearctisch gebied.